# ランタン弘三石
ランタン弘三石（ランタンこうぞうせき、 Kozoite-(La)）は、2003年に発表された日本産新鉱物で、国立科学博物館の鉱物学者、宮脇律郎などにより、佐賀県唐津市に露出するアルカリ玄武岩の空隙から発見された。化学組成は(La,Nd)(CO3)(OH)。斜方晶系。2000年に新鉱物として発表されたネオジム弘三石のネオジムをランタンで置き換えた種に相当する。筑波大学の化学者、長島弘三の無機化学分析による鉱物学への貢献をたたえて命名された。
1㎜程度の球状の結晶集合体として産出し、日光下では帯桃紫色、蛍光灯下では薄緑色となる。分析では、結晶の中心周辺がランタン弘三石、辺縁部がネオジム弘三石となる。